# David Terans
Miguel David Terans Pérez (Montevideo, 1994. augusztus 11. –) uruguayi labdarúgó, az Atlético Mineiro játékosa.

## Pályafutása
A CA Rentistas ifjúsági rendszerében nevelkedett, majd 2013-ban az első csapat tagja lett. Első szezonjában 22 bajnoki mérkőzésen szerzett 7 gólt. 2017. július 21-én kölcsönbe került a chilei Santiago Wanderers csapatához ahol 6 gólt szerzett 25 bajnoki mérkőzésen. A 2017–2018-as szezont szintén kölcsönbe töltötte, a Danubio FC játékosa volt. 2018. június 15-én 4 éves szerződést kötött a brazil Atlético Mineiro csapatával. November 21-én szerezte meg első gólját az SC Internacional csapata ellen 2–1-re megnyert bajnoki mérkőzésen.

## Sikerei, díjai
- Primera División Apertura gólkirály: 2017–18